# Чаглаик
Чаглаик или Чеглаик (на турски: Çağalayık) е село в Източна Тракия, Турция, околия Лозенград, вилает Лозенград.

## География
Селото се намира в северните склонове на Странджа, близо до границата с България.

## История
След Руско-турската война 1828 – 1829 година 41 семейства се преселват в Бесарабия през април 1830 година.
При потушаването на Илинденско-Преображенското въстание през 1903 година Чаглаик силно пострадва. Всичките 91 къщи са изгорени.
Според статистиката на професор Любомир Милетич в 1912 година в селото живеят 91 български екзархийски семейства.
При избухването на Балканската война в 1912 година 1 човек от Чаглаик е доброволец в Македоно-одринското опълчение. Селото е освободено по време на войната от четата на Димитър Ковачев.
Българското население на Чаглаик се изселва след Междусъюзническата война в 1913 година. От тях 40 български семейства се преселват в опразненото село Дингизово. В Чаглаик се заселва изселено от България турско население.

## Личности
Родени в Чаглаик
- Анастас Попкойчев, български революционер от ВМОРО, по-късно бежанец в Евренозово[8]
- Георги Кирязов Стамболиев (1865 - след 1943), български революционер от ВМОРО
- Киряза Грудов, деец на ВМОРО, лозенградски селски войвода на местната чета от 40 души[9]
- Миле Петков, български революционер от ВМОРО, четник на Христо Цветков[10]
- Мильо Узунов (1876 - 1947), деец на ВМОРО
- Стамат Димов (1872 – ?), български революционер, македоно-одрински опълченец
- Тодор Георгиев (1875 - ?), деец на ВМОРО, участник в Илинденско-Преображенското въстание в 1903 година с четата на Лазар Маджаров в Одринско[11]